# Introduction (Songs of Innocence)

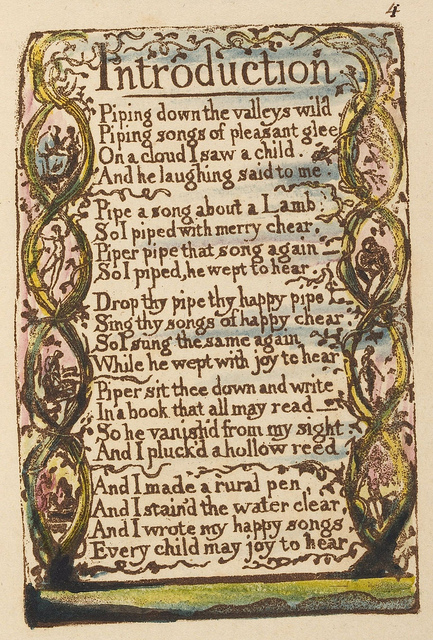
Illustrazione dello stesso Blake per la poesia sulla raccolta Songs of innocence

Introduction è la prima e introduttiva poesia della raccolta Songs of Innocence del poeta inglese William Blake.

## Testo originale
Piping down the valleys wild,
Piping songs of pleasant glee,
On a cloud I saw a child,
And he laughing said to me:
"Pipe a song about a Lamb"
So I piped with merry chear,
"Piper, pipe that song again"
So I piped, he wept to hear.
"Drop thy pipe, thy happy pipe,
Sing thy songs of happy chear"
So I sung the same again
While he wept with joy to hear.
"Piper, sit thee down and write
In a book that all may read"
So he vanish'd from my sight
And I pluck'd a hollow reed,
And I made a rural pen,
And I stain'd the water clear,
And I wrote my happy songs
Every child may joy to hear.

## Temi e struttura
La poesia, in quanto introduzione alla raccolta poetica, presenta brevemente i temi delle composizioni e le ragioni che hanno spinto il poeta alla loro stesura.
Blake, ambientando la poesia in una sorta di locus amoenus idillico e naturale, si impersona in un pifferaio (Piper) che mentre suona le sue melodie, scorge su di una nuvola un bambino (child), il quale gli chiede di suonare una canzone su un agnello e, commosso dalla melodia, successivamente lo prega di cantarla e infine scriverla, così che tutti possano ascoltarla. Il pifferaio fabbrica una penna con una canna e scrive le sue "allegre canzoni" (happy songs).
La poesia evidenzia temi, comuni all'intera raccolta, quali il contatto e il rapporto stretto con la natura, vista qui come luogo felice e quasi incantato, estensione della purezza e dell'innocenza dei bambini che vengono esaltate nell'arco dei vari componimenti come lo stadio beato originario al quale l'uomo dovrebbe volgersi e aspirare a ritornare; il tema dell'Agnello (Lamb, cui è anche dedicata una poesia nella stessa raccolta), che rimanda simbolicamente all'immagine di Cristo, ma che è qui soprattutto usato come simbolo di candore e innocenza.
Alcuni critici vedono nel verso And I stain'd the water clear una sorta di anticipazione delle Songs of experience, caratterizzate da immagini e temi più oscuri e sofferti.
La struttura della poesia è molto semplice; consta di 5 strofe di 4 versi settenari, con rima alternata (tranne nelle strofe 3 e 5, in cui rimano solo il secondo e quarto verso). Le parole utilizzate sono termini semplici, facilmente comprensibili, e la musicalità della composizione ricorda le filastrocche cantate dai bambini.

## Riferimenti nella cultura di massa
- La poesia è stata messa in musica dal cantante folk americano Greg Brown nel 1986, nell'album Songs of innocence and of experience.[4]